# Liodrosophila xanthosoma
Liodrosophila xanthosoma är en tvåvingeart som beskrevs av Toyohi Okada 1992. Liodrosophila xanthosoma ingår i släktet Liodrosophila och familjen daggflugor. Inga underarter finns listade i Catalogue of Life.